# Stenetrium adrianae
Stenetrium adrianae is een pissebed uit de familie Stenetriidae. De wetenschappelijke naam van de soort is voor het eerst geldig gepubliceerd in 1995 door Peter A. Serov & George D.F. Wilson.